# Dargelin

Situation de Dargelin dans l'arrondissement de Poméranie-Occidentale-Greifswald

Dargelin est une commune d'Allemagne située dans l'arrondissement de Poméranie-Occidentale-Greifswald du Land de Mecklembourg-Poméranie-Occidentale.

## Municipalité
Appartiennent à la commune les villages et lieux-dits de Dargelin (connu pour son manoir du milieu du XIXe siècle), Dargelin Hof, Alt Negentin, Neu Negentin et Sestelin (connu pour son manoir).

## Histoire
Le duc Boguslaw IV de Poméranie fait don des terres et du village de Dargelin à la ville de Greifswald en 1284.